# كريس هيرين
كريس هيرين (بالإنجليزية: Chris Herren)‏ مواليد 27 سبتمبر 1975 في فول ريفر، هو لاعب كرة سلة أمريكي سابق. بدأ مسيرته الاحترافية في سنة 1999. تم اختياره من قبل فريق دنفر ناغتس خلال الدرافت. يبلغ طوله 6 قدم 2 بوصة (1.9 م). اعتزل اللعب في 2006.

## المسيرة الاحترافية
لعب مع دنفر ناغتس في موسم 1999–2000، ثم لعب مع بوسطن سيلتكس في موسم 2000–2001، ثم لعب مع فورتيتودو بولونيا في الدوري الإيطالي في سنة 2001، ثم لعب مع غلطة سراي لكرة السلة في الدوري التركي في موسم 2001–02، ثم لعب مع بكين دوكز في الدوري الصيني في موسم 2002–03، ثم لعب مع جيانغسو دراجونز في موسم 2003–04، ثم لعب مع فوتسوافك في سنة 2006.

## روابط خارجية
- كريس هيرين على موقع إن بي أي (الإنجليزية)
- كريس هيرين على موقع سبورتس رفرنس (الإنجليزية)
- كريس هيرين على موقع كرة السلة الأوروبية.كوم (الإنجليزية)
- كريس هيرين على موقع كلية كرة السلة في سبورتس رفرنس.كوم (الإنجليزية)
- كريس هيرين على موقع ريلجم (الإنجليزية)
- كريس هيرين على موقع بروبوليرز (الإنجليزية)